# Medicine Bag
Medicine Bag – piąty album amerykańskiego rapera Anybody Killa, wydany 19 października 2010 roku.
Album został wydany w trzech wersjach: niebieskiej, czerwonej oraz zielonej. Na każdej znalazły się dwa bonusowe tracki, natomiast wnętrze okładek zostało podzielone w taki sposób, że po złączeniu wszystkich trzech wersji ukazuje się plakat.
Bonusowe tracki które znalazły się na każdej z wersji płyty, miały początkowo znaleźć się na EP'ce "Possessed",
 którą planowano wydać podczas jednej z tras ABK'a.

## Lista utworów
| #  | Tytuł                                          | Czas |
| -- | ---------------------------------------------- | ---- |
| 1  | "The Meaning"                                  | 0:41 |
| 2  | "Medicine Bag"                                 | 3:32 |
| 3  | "Get Down"                                     | 2:54 |
| 4  | "I'm Coming Swinging"                          | 3:26 |
| 5  | "One Last Chance"                              | 4:21 |
| 6  | "Brace Yo Self" (gość. Axe Murder Boyz)        | 4:10 |
| 7  | "Nervous"                                      | 3:04 |
| 8  | "Lose Control"                                 | 3:04 |
| 9  | "That Shit You On" (gość. Blaze Ya Dead Homie) | 2:54 |
| 10 | "Super Killa Fragilistic                       | 2:42 |
| 11 | "Tired Of Asking"                              | 4:38 |
| 12 | "That's Enough 4 Me"                           | 3:45 |
| 13 | "Keep It Wicked" (gość. Insane Clown Posse)    | 3:33 |
| 14 | "On My Way"                                    | 3:54 |

| #  | Wersja niebieska    | Czas |
| -- | ------------------- | ---- |
| 15 | "Hey Girl"          | 3:55 |
| 16 | "Mental Evaluation" | 3:30 |

| #  | Wersja czerwona  | Czas |
| -- | ---------------- | ---- |
| 15 | "Ghost Of My Ex" | 3:59 |
| 16 | "Raven"          | 4:30 |

| #  | Wersja zielona | Czas |
| -- | -------------- | ---- |
| 15 | "Peace Pipe"   | 3:37 |
| 16 | "Bang Yo Head" | 3:21 |